# Casa Gucci
House of Gucci (bra/prt: Casa Gucci) é um filme dramático e policial estadunidense de 2021, dirigido por Ridley Scott. É baseado no livro The House of Gucci: A Sensational Story of Murder, Madness, Glamour, and Greed, escrito por Sara Gay Forden, e narra a história do assassinato de Maurizio Gucci pelas mãos de um sicário contratado por sua ex-mulher, Patrizia Reggiani. É protagonizado por Lady Gaga e Adam Driver, e também conta com atuações de Jared Leto, Jeremy Irons, Salma Hayek e Al Pacino em papéis coadjuvantes.
O filme teve sua estreia mundial no Odeon Leicester Square em Londres em 9 de novembro de 2021 e  foi lançado nos cinemas em 24 de novembro de 2021 com distribuição pela United Artists nos Estados Unidos e pela Universal Pictures no resto do mundo.

## Enredo
O filme é ambientado entre as décadas de 1970 a 1990 e retrata os eventos e consequências do assassinato de Maurizio Gucci, empresário italiano e chefe da casa de moda Gucci, orquestrado por sua ex-esposa Patrizia Reggiani.

## Elenco
- Lady Gaga como Patrizia Reggiani
- Adam Driver como Maurizio Gucci
- Jared Leto como Paolo Gucci
- Jeremy Irons como Rodolfo Gucci
- Salma Hayek como Giuseppina "Pina" Auriemma
- Al Pacino como Aldo Gucci
- Jack Huston como Domenico De Sole
- Reeve Carney como Tom Ford
- Camille Cottin como Paola Franchi
- Vincent Riotta como Fernando Reggiani
- Alexia Muray como Silvana Reggiani
- Mia McGovern Zaini como Alessandra Gucci
- Florence Andrews como Jenny Gucci
- Mădălina Diana Ghenea como Sophia Loren
- Youssef Kerkour como Nemir Kirdar
- Mehdi Nebbou como Said
- Miloud Mourad Benamara como Omar
- Antonello Annunziata como Karl Lagerfeld
- Catherine Walker como Anna Wintour
- Martino Palmisano como Richard Avedon

## Produção
Em junho de 2006, Ridley Scott anunciou que dirigiria um filme sobre a queda da dinastia da família Gucci, com roteiro escrito por Andrea Berloff, apesar da rejeição da família, e com Angelina Jolie e Leonardo DiCaprio, que interpretariam Patrizia Reggiani e Maurizio Gucci, respectivamente. Em fevereiro de 2012, a filha de Scott, Jordan Scott, a substituiu como diretor e estava em negociações com Penélope Cruz para interpretar Reggiani. Em novembro de 2016, Wong Kar-Wai assumiu a direção do filme, com Charles Randolph como roteirista ao lado de Berloff e agora com Margot Robbie sendo cotada para interpretar Reggiani. Em novembro de 2019, a revista Deadline Hollywood divulgou que Ridley Scott havia assumido novamente a direção do filme, tendo como principal inspiração o livro The House of Gucci: A Sensational Story of Murder, Madness, Glamour e Greed, escrito por Sara Gay Forden. O roteiro seria adaptado por Roberto Bentivegna, um roteirista estreante. Além disso, Scott e sua esposa, Giannina Facio, seriam os produtores do filme.
Em novembro de 2019, foi confirmado que Lady Gaga seria a protagonista do filme, no papel de Patrizia Reggiani, ex-esposa de Gucci e mandante do assassinato. Em abril de 2020, a produtora Metro-Goldwyn-Mayer adquiriu os direitos do filme. Em agosto, Adam Driver, Jared Leto, Al Pacino, Robert De Niro, Jack Huston e Reeve Carney iniciaram as negociações para entrar no elenco. Em 7 de dezembro, foi confirmado que Driver faria o papel de Maurizio Gucci, junto com a escalação de Jeremy Irons e a saída de De Niro. Já os papéis de Leto, Pacino, Huston e Carney ainda estavam por se definirem. O nome do filme foi revelado em 24 de fevereiro de 2021 como House of Gucci. No mesmo mês, Dariusz Wolski anunciaria seu envolvimento no filme como diretor de fotografia. Em janeiro de 2021, Camille Cottin se juntou ao elenco. No final de março, Mădălina Diana Ghenea, Mehdi Nebbou e Miloud Mourad Benamara, além de Salma Hayek, esposa do atual proprietário da Gucci, François-Henri Pinault, também se juntaram ao elenco. Pinault demonstrou seu apoio ao filme e deu à equipe acesso aos arquivos da empresa.
Em 20 de agosto de 2020, o Deadline Hollywood relatou que as filmagens do filme começariam logo depois que Ridley Scott completasse a produção do filme The Last Duel (2021). Em 3 de fevereiro de 2021, Jared Leto disse em uma entrevista à revista Variety que o filme ainda estava em pré-produção e começaria a ser filmado na Itália nas próximas semanas. A filmagem principal começou em Roma no fim de fevereiro. Várias cenas foram filmadas no início de março nas cidades de Gressoney-Saint-Jean e Gressoney-La-Trinité, especificamente nos Alpes italianos do Vale de Aosta, os quais foram utilizados para recriar o complexo turístico de São Moritz, na Suíça. As filmagens também aconteceram em outras localidades do país como Florença, Lago de Como e Milão. No final de março, as filmagens voltaram a Roma para rodar cenas na Via Condotti. As filmagens terminaram oficialmente em 6 de maio.

## Lançamento

### Distribuição
House of Gucci teve sua estreia mundial no Odeon Leicester Square em Londres em 9 de novembro de 2021. O filme está previsto para ser lançado nos Estados Unidos em 24 de novembro de 2021, sob distribuição da United Artists. Seu lançamento no Reino Unido será em 26 de novembro de 2021, com distribuição pela Universal Pictures. Após o lançamento nos cinemas, o filme estará disponível na plataforma de streaming Paramount+.

### Divulgação
Lady Gaga publicou a primeira imagem do filme em 9 de março de 2021, onde apareceu ao lado de Adam Driver durante cenas filmadas em Gressoney-La-Trinité. No dia 29 de julho, foram divulgadas uma série de pôsteres promocionais com os personagens principais, assim como o primeiro trailer oficial, onde é utilizada a canção "Heart of Glass", do grupo Blondie. Em 28 de outubro foi lançado o segundo trailer, onde foi usada a canção "Sweet Dreams (Are Made of This)" de Eurythmics.

## Recepção

### Recepção da crítica
No agregador de críticas Rotten Tomatoes, o filme teve um índice de aprovação de 61% baseado em 271 resenhas profissionais que é seguido do consenso: "House of Gucci oscila entre o campo inspirado e o drama sombrio com muita freqüência para se mostrar confiante na passarela, mas a performance perfeita de Lady Gaga tem um estilo atemporal próprio." No Metacritic, que usa uma média ponderada, teve uma pontuação de 58 de 100 com base em 33 críticas, indicando "críticas mistas ou médias". O público entrevistado pela CinemaScore deu ao filme uma nota média de "B+" em uma escala de A+ a F, enquanto os da PostTrak deram uma pontuação positiva de 82%, com 60% dizendo que definitivamente o recomendariam. O Deadline Hollywood notou uma forte divisão entre críticos e público e disse: "Parece que os cinéfilos são opressores". O Screen Rant comentou que embora o filme tenha recebido críticas mistas da crítica, as atuações do elenco foram muito elogiadas, com particular ênfase em Lady Gaga e Jared Leto.
Isabela Boscov disse que House of Gucci é uma "bagunça" e Lady Gaga é uma das poucas coisas que se salvam no filme.

### Resposta de Patrizia Reggiani
Após o anúncio da realização do filme em novembro de 2019, Patrizia Reggiani falou à imprensa italiana dizendo que estava "honrada por ser interpretada por uma atriz do calibre de Lady Gaga" e disposta a falar com os produtores do filme para dar mais detalhes sobre o assassinato. No entanto, uma semana após o início das filmagens em março de 2021, Reggiani deu uma entrevista à Agenzia Nazionale Stampa Associata (ANSA), onde afirmou que estava "desapontada e chateada" por Gaga não ter entrado em contato com ela para conhecê-la, apesar de interpretá-la no filme, e afirmou que: "Não é uma questão de dinheiro, porque não vou ganhar um centavo pelo filme, é bom senso e por respeito". Mais tarde naquele mês, foi confirmado que os produtores do filme não queriam que Gaga a conhecesse e eles estavam "cientes de não querer endossar ou apoiar o crime horrível" que ela cometeu, dizendo que Gaga já havia assistido a muitas filmagens e documentários, e lido livros sobre a vida dela.

### Reposta da família Gucci
Em abril de 2021, Patricia Gucci, prima de segundo grau de Maurizio Gucci, deu uma entrevista à Associated Press onde expressou que a família Gucci estava "muito decepcionada" com a realização do filme, dizendo que: "Eles estão roubando a identidade de uma família inteira para ganhar dinheiro, apenas para alimentar o sistema de Hollywood. Como qualquer família, temos identidade e privacidade. Podemos falar sobre qualquer coisa, mas existem limites que simplesmente não podem ser ultrapassados". Ela também destacou que as principais preocupações da família eram a falta de contato com o diretor, a informação errada do livro em que se embasava e a contratação de atores reconhecidos para interpretar pessoas que não estavam envolvidas no assassinato. Além disso, criticou a caracterização de Al Pacino como Aldo Gucci e de Jared Leto como Paolo Gucci, por considerar que não tinham nenhuma semelhança com os personagens que retratavam. No entanto, ela afirmou que a família irá esperar até ver o filme completo para tomar ações.